# Asyndetus decaryi
Asyndetus decaryi är en tvåvingeart som beskrevs av Octave Parent 1929. Asyndetus decaryi ingår i släktet Asyndetus och familjen styltflugor.
Artens utbredningsområde är Madagaskar. Inga underarter finns listade i Catalogue of Life.